# Décès en février 2019
Décès
- 2015
- 2016
- 2017
- 2018
- 2019
- 2020
- 2021
- 2022
- 2023

Pour une information complémentaire, voir la page d'aide.

| Date        | Nom                              | Activités | Âge      | Source |
| ----------- | -------------------------------- | --- | -------- | ------ |
| 1er février | Kinryū Arimoto                   | Acteur japonais. | 78       | (ja)   |
| 1er février | Bobò                             | Comédien italien de théâtre.                                                                                         | 82       | (it)   |
| 1er février | Jean Cébron                      | Danseur, chorégraphe et pédagogue français.                                                                          | 91       | (de)   |
| 1er février | Andrew McGahan                   | Écrivain australien de romans policiers.                                                                             | 52       | (en)   |
| 1er février | Ayub Ogada                       | Chanteur, compositeur et musicien kényan.                                                                            | 63       | (en)   |
| 1er février | Edit Perényi-Weckinger           | Gymnaste hongroise, médaillée d'argent et de bronze olympique (1948, 1952).                                          | 95       | (hu)   |
| 1er février | Lisa Seagram                     | Actrice américaine.                                                                                                  | 82       | (en)   |
| 2 février   | Catherine Burns                  | Actrice américaine.                                                                                                  | 73       | (en)   |
| 2 février   | Carol Emshwiller                 | Romancière de science-fiction américaine.                                                                            | 97       | (en)   |
| 2 février   | José Ribeaud                     | Journaliste suisse.                                                                                                  | 83       |        |
| 3 février   | Julie Adams                      | Actrice américaine.                                                                                                  | 92       | (en)   |
| 3 février   | Gilbert Béréziat                 | Biochimiste français.                                                                                                | 76       |        |
| 3 février   | Gilbert Larriaga                 | Réalisateur français de télévision.                                                                                  | 92       |        |
| 3 février   | Irving Lavin                     | Historien de l'art américain.                                                                                        | 91       |        |
| 3 février   | Matti Nykänen                    | Sauteur à ski finlandais, multiple médaillé olympique (1984, 1988).                                                  | 55       | (en)   |
| 3 février   | Jüri Pihl                        | Homme politique soviétique puis estonien.                                                                            | 64       | (ee)   |
| 3 février   | Kristoff St. John                | Acteur américain. | 52       |        |
| 4 février   | Isacio Calleja                   | Footballeur espagnol.                                                                                                | 82       | (es)   |
| 4 février   | Sandrine Doucet                  | Femme politique française.                                                                                           | 59       |        |
| 4 février   | Abdelmalek Guenaizia             | Homme politique et diplomate algérien.                                                                               | 82       |        |
| 4 février   | Bernard Lietaer                  | Économiste et universitaire belge.                                                                                   | 76       | (en)   |
| 4 février   | John Marsh                       | Homme politique et avocat américain.                                                                                 | 92       | (en)   |
| 4 février   | Bruno Messerli                   | Géographe et professeur d'université suisse.                                                                         | 87       | (de)   |
| 4 février   | Mohamed Ofei Sylla               | Footballeur guinéen.                                                                                                 | 44       |        |
| 4 février   | Viatcheslav Ovtchinnikov         | Compositeur et chef d'orchestre soviétique puis russe.                                                               | 82       | (ru)   |
| 4 février   | Véronique Schiltz                | Archéologue et historienne de l'art française.                                                                       | 76       |        |
| 5 février   | André Boudrias                   | Joueur canadien de hockey sur glace.                                                                                 | 75       |        |
| 5 février   | Hamid Ferhi                      | Militant algérien de gauche.                                                                                         | 60 ou 61 |        |
| 5 février   | Edward Simpson                   | Statisticien britannique.                                                                                            | 96       | (en)   |
| 5 février   | Václav Vorlíček                  | Réalisateur tchèque.                                                                                                 | 88       | (en)   |
| 6 février   | Cheb Azzeddine                   | Chanteur algérien de raï.                                                                                            | 44       |        |
| 6 février   | Edwin Barnes                     | Prélat britannique.                                                                                                  | 84       | (en)   |
| 6 février   | Didier Deleule                   | Philosophe français.                                                                                                 | 78       |        |
| 6 février   | Paul Dewar                       | Homme politique canadien.                                                                                            | 56       |        |
| 6 février   | Manfred Eigen                    | Biophysicien allemand.                                                                                               | 91       | (en)   |
| 6 février   | Rosamunde Pilcher                | Écrivain britannique de romans d'amour.                                                                              | 94       | (en)   |
| 6 février   | Tilly van der Zwaard             | Athlète de sprint et de demi-fond néerlandaise.                                                                      | 81       | (nl)   |
| 7 février   | John Dingell                     | Homme politique américain.                                                                                           | 92       | (en)   |
| 7 février   | Jacques Ferran                   | Journaliste sportif et écrivain français.                                                                            | 98       |        |
| 7 février   | Albert Finney                    | Acteur britannique.                                                                                                  | 82       | (en)   |
| 7 février   | Alfred Lecerf                    | Homme politique belge.                                                                                               | 70       |        |
| 7 février   | Rocky Lockridge                  | Boxeur américain. | 60       | (en)   |
| 7 février   | Heidi Mohr                       | Footballeuse allemande.                                                                                              | 51       | (de)   |
| 7 février   | Jan Olszewski                    | Homme politique polonais.                                                                                            | 88       | (en)   |
| 7 février   | Frank Robinson                   | Joueur américain de baseball.                                                                                        | 83       |        |
| 8 février   | Georg Gerster                    | Photographe suisse.                                                                                                  | 90       |        |
| 8 février   | Jean-Claude Antonini             | Homme politique français.                                                                                            | 78       |        |
| 8 février   | Fernando Clavijo                 | Joueur puis entraîneur américain de football.                                                                        | 63       | (en)   |
| 8 février   | Sergueï Iourski                  | Acteur et scénariste soviétique puis russe.                                                                          | 83       | (en)   |
| 8 février   | Walter Munk                      | Océanographe américain.                                                                                              | 101      | (en)   |
| 8 février   | Wolfgang Rindler                 | Physicien autrichien.                                                                                                | 94       | (en)   |
| 8 février   | Robert Ryman                     | Peintre américain.                                                                                                   | 88       | (en)   |
| 8 février   | Sali Sidibé                      | Chanteuse malienne.                                                                                                  | 59       |        |
| 9 février   | Salvatore Bellomo                | Catcheur belge. | 67       | (en)   |
| 9 février   | Ronald William Miller            | Producteur de cinéma et chef d'entreprise américain.                                                                 | 85       | (en)   |
| 9 février   | Fred Pickering                   | Footballeur britannique.                                                                                             | 78       | (en)   |
| 9 février   | Maximilian Reinelt               | Rameur d'aviron allemand, champion et médaillé d'argent olympique (2012, 2016).                                      | 30       |        |
| 9 février   | Tomi Ungerer                     | Dessinateur français.                                                                                                | 87       |        |
| 10 février  | Carmen Argenziano                | Acteur américain. | 75       | (en)   |
| 10 février  | Miranda Bonansea                 | Actrice italienne.                                                                                                   | 92       | (en)   |
| 10 février  | Heinz Fütterer                   | Athlète allemand, médaillé de bronze aux Jeux olympiques d'été de 1956.                                              | 87       | (de)   |
| 10 février  | Robert Ghanem                    | Homme politique libanais.                                                                                            | 77       | (en)   |
| 10 février  | Walter B. Jones Jr.              | Homme politique américain.                                                                                           | 76       | (en)   |
| 10 février  | Koji Kitao                       | Lutteur de sumo, catcheur et pratiquant d'arts martiaux mixtes japonais.                                             | 55       | (en)   |
| 10 février  | Roderick MacFarquhar             | Journaliste et homme politique britannique.                                                                          | 88       | (en)   |
| 10 février  | Didier Pain                      | Acteur et producteur français.                                                                                       | 71       |        |
| 10 février  | Fernando Peres                   | Footballeur puis entraîneur portugais.                                                                               | 76       | (pt)   |
| 10 février  | Anahide Ter Minassian            | Historienne française.                                                                                               | 85       |        |
| 10 février  | Maura Viceconte                  | Athlète italienne.                                                                                                   | 51       | (it)   |
| 10 février  | Jan-Michael Vincent              | Comédien américain.                                                                                                  | 74       |        |
| 10 février  | Michael Wilson                   | Homme politique et chef d'entreprise canadien.                                                                       | 81       |        |
| 11 février  | Alix de Luxembourg               | Princesse luxembourgeoise, fille cadette de la grande-duchesse Charlotte de Luxembourg et de Félix de Bourbon-Parme. | 89       |        |
| 11 février  | Abelardo Escobar Prieto          | Homme politique mexicain.                                                                                            | 80       | (es)   |
| 11 février  | Louis Estrangin                  | Patron de presse français.                                                                                           | 104      |        |
| 11 février  | Réal Giguère                     | Animateur de télévision et acteur canadien.                                                                          | 85       |        |
| 11 février  | Gaston Maulin                    | Homme d'affaires français.                                                                                           | 86       |        |
| 11 février  | Sibghatullah Mojaddedi           | Homme politique afghan.                                                                                              | 92       | (en)   |
| 11 février  | Joe Schlesinger                  | Journaliste, écrivain et animateur de télévision canadien.                                                           | 90       | (en)   |
| 12 février  | Gordon Banks                     | Footballeur britannique.                                                                                             | 81       | (en)   |
| 12 février  | André Francis                    | Animateur de radio et de télévision français, chroniqueur de jazz.                                                   | 93       |        |
| 12 février  | W. E. B. Griffin                 | Écrivain américain.                                                                                                  | 89       | (en)   |
| 12 février  | Lyndon LaRouche                  | Homme politique américain.                                                                                           | 96       | (en)   |
| 12 février  | Pedro Morales                    | Catcheur portoricain.                                                                                                | 76       | (en)   |
| 12 février  | Austin Rhodes                    | Joueur de rugby à XIII britannique.                                                                                  | 81       | (en)   |
| 13 février  | Pierre Encrevé                   | Linguiste et historien de l'art français.                                                                            | 79       |        |
| 13 février  | Vitaly Khmelnitsky               | Footballeur soviétique puis ukrainien.                                                                               | 75       | (uk)   |
| 13 février  | Zhang Li                         | Pongiste chinoise.                                                                                                   | 67       | (en)   |
| 14 février  | Michel Bernard                   | Athlète français. | 87       |        |
| 14 février  | Andrea Levy                      | Écrivaine britannique.                                                                                               | 62       | (en)   |
| 14 février  | Clinton Wheeler                  | Joueur américain de basket-ball.                                                                                     | 59       | (en)   |
| 15 février  | Henry Babel                      | Théologien, pasteur et artiste peintre suisse.                                                                       | 95       |        |
| 15 février  | Erminie Cohen                    | Femme politique canadienne.                                                                                          | 92       | (en)   |
| 15 février  | Patrice de Nussac                | Journaliste français.                                                                                                | 77       |        |
| 15 février  | Sara Gizaw                       | Princesse éthiopienne.                                                                                               | 90       |        |
| 15 février  | Lee Radziwill                    | Mondaine américaine.                                                                                                 | 85       |        |
| 15 février  | Dave Smith                       | Écrivain et archiviste américain.                                                                                    | 78       | (en)   |
| 15 février  | John Stalker                     | Policier britannique.                                                                                                | 79       | (en)   |
| 15 février  | Gérard Vandenbroucke             | Homme politique français.                                                                                            | 71       |        |
| 16 février  | Hamid Bahij                      | Footballeur international marocain.                                                                                  | 80       |        |
| 16 février  | Don Bragg                        | Athlète américain, champion aux Jeux olympiques d'été de 1960.                                                       | 83       | (en)   |
| 16 février  | Mario Chenart                    | Auteur-compositeur-interprète canadien.                                                                              | 57       |        |
| 16 février  | Bruno Ganz                       | Acteur suisse. | 77       |        |
| 16 février  | Li Rui                           | Homme politique chinois.                                                                                             | 101      | (en)   |
| 16 février  | Serge Merlin                     | Acteur français. | 86       |        |
| 16 février  | Charles Mungoshi                 | Écrivain zimbabwéen.                                                                                                 | 71       | (en)   |
| 16 février  | Theodore Isaac Rubin             | Psychiatre et écrivain américain.                                                                                    | 95       | (en)   |
| 17 février  | Paul Flynn                       | Homme politique britannique.                                                                                         | 84       | (en)   |
| 17 février  | Eric Hamp                        | Linguiste américain.                                                                                                 | 98       | (en)   |
| 17 février  | Ami Maayani                      | Compositeur et chef d'orchestre israélien.                                                                           | 83       | (he)   |
| 17 février  | Claude Renard                    | Auteur de bande dessinée belge.                                                                                      | 72       |        |
| 17 février  | Frederico Rosa                   | Footballeur portugais.                                                                                               | 61       | (pt)   |
| 17 février  | Šaban Šaulić                     | Chanteur yougoslave puis serbe.                                                                                      | 67       | (hr)   |
| 18 février  | Abdallah ben Fayçal al Saoud     | Diplomate et homme d'affaires saoudien.                                                                              | 67       | (en)   |
| 18 février  | Wallace Smith Broecker           | Géophysicien et géochimiste américain.                                                                               | 87       | (en)   |
| 18 février  | George Cawkwell                  | Historien et joueur de rugby à XV néo-zélandais.                                                                     | 99       | (en)   |
| 18 février  | Charles Deblois                  | Journaliste et homme politique canadien.                                                                             | 79       |        |
| 18 février  | Alessandro Mendini               | Architecte italien.                                                                                                  | 87       | (it)   |
| 18 février  | Jean Périsson                    | Chef d'orchestre français.                                                                                           | 94       |        |
| 18 février  | Jacques Sandron                  | Dessinateur belge de bande dessinée.                                                                                 | 76       |        |
| 18 février  | Kor Sarr                         | Footballeur sénégalais.                                                                                              | 43       |        |
| 19 février  | Marie-Claire Bancquart           | Poétesse française.                                                                                                  | 86       |        |
| 19 février  | Giulio Brogi                     | Acteur italien. | 83       | (it)   |
| 19 février  | Robert Héliès                    | Arbitre français de football.                                                                                        | 92       |        |
| 19 février  | Alan R. King                     | Linguiste britannique.                                                                                               | 64       | (eu)   |
| 19 février  | Karl Lagerfeld                   | Grand couturier, photographe et réalisateur allemand.                                                                | 85       |        |
| 19 février  | Nicole Martin                    | Auteur-compositeur-interprète, réalisatrice et animatrice de télévision canadienne.                                  | 69       |        |
| 19 février  | Don Newcombe                     | Joueur américain de baseball.                                                                                        | 92       |        |
| 19 février  | Jackie Shane                     | Chanteuse afro-américaine.                                                                                           | 78       | (en)   |
| 19 février  | Stanley Wolpert                  | Indologue américain.                                                                                                 | 91       | (en)   |
| 19 février  | Abdoulaye Yerodia Ndombasi       | Homme politique congolais.                                                                                           | 86       |        |
| 20 février  | Chelo Alonso                     | Actrice cubaine. | 85       | (it)   |
| 20 février  | Dominick Argento                 | Compositeur d'opéra américain.                                                                                       | 91       | (en)   |
| 20 février  | Fabien Clain                     | Djihadiste français.                                                                                                 | 41       |        |
| 20 février  | Bernard Dorin                    | Diplomate français.                                                                                                  | 89       |        |
| 20 février  | Claude Goretta                   | Cinéaste suisse. | 89       |        |
| 20 février  | Gioulli Moubarïakova             | Actrice et metteuse en scène bachkire.                                                                               | 82       | (ru)   |
| 21 février  | Gus Backus                       | Musicien et chanteur américain.                                                                                      | 81       | (de)   |
| 21 février  | Jean-Christophe Benoît           | Baryton français. | 93       |        |
| 21 février  | Paolo Brera                      | Romancier et poète italien.                                                                                          | 69       | (it)   |
| 21 février  | Stanley Donen                    | Réalisateur américain.                                                                                               | 94       | (en)   |
| 21 février  | Djamel Okacha                    | Djihadiste algérien.                                                                                                 | 40       |        |
| 21 février  | Beverly Owen                     | Actrice américaine.                                                                                                  | 81       | (en)   |
| 21 février  | Peter Tork                       | Auteur-compositeur, musicien, pianiste, acteur et guitariste américain.                                              | 77       | (en)   |
| 21 février  | Hilde Zadek                      | Soprano allemande.                                                                                                   | 101      | (de)   |
| 22 février  | Joseph Tyrode                    | Homme politique français.                                                                                            | 75       |        |
| 22 février  | Morgan Woodward                  | Acteur américain. | 93       |        |
| 23 février  | Marella Caracciolo di Castagneto | Princesse, mécène et collectionneuse d'art italienne.                                                                | 91       | (it)   |
| 23 février  | Ira Gitler                       | Journaliste et historien américain.                                                                                  | 90       | (en)   |
| 23 février  | Katherine Helmond                | Actrice et réalisatrice américaine.                                                                                  | 89       | (en)   |
| 23 février  | Michel Humair                    | Peintre suisse. | 92       |        |
| 23 février  | Natacha Jaitt                    | Mannequin et candidate de téléréalité argentine.                                                                     | 41       | (es)   |
| 23 février  | Dorothy Masuka                   | Chanteuse de jazz zimbabwéenne.                                                                                      | 83       | (en)   |
| 23 février  | Carl Meinhold                    | Basketteur américain.                                                                                                | 81       | (en)   |
| 23 février  | Michel Valière                   | Ethnologue français.                                                                                                 | 77       |        |
| 24 février  | Raymond Bellot                   | Footballeur français.                                                                                                | 89       |        |
| 24 février  | Antoine Gizenga                  | Homme d'État congolais.                                                                                              | 93       |        |
| 24 février  | Donald Keene                     | Nipponologue américain.                                                                                              | 96       | (en)   |
| 24 février  | Roland Leroy                     | Journaliste et homme politique français, directeur de L'Humanité.                                                    | 92       |        |
| 24 février  | Jean Camille Joseph Masson       | Militaire français, membre du Commando Kieffer.                                                                      | 95       |        |
| 24 février  | Mac Wiseman                      | Musicien et chanteur américain.                                                                                      | 93       | (en)   |
| 25 février  | Jean-Paul Caracalla              | Écrivain et éditeur français.                                                                                        | 97       |        |
| 25 février  | Mark Hollis                      | Chanteur britannique, chanteur du groupe Talk Talk.                                                                  | 64       |        |
| 25 février  | Janet Opal Jeppson               | Romancière américaine.                                                                                               | 92       | (en)   |
| 25 février  | Waldo Machado                    | Footballeur brésilien.                                                                                               | 84       | (es)   |
| 25 février  | Lisa Sheridan                    | Actrice américaine.                                                                                                  | 44       | (en)   |
| 25 février  | Ellis Zbinden                    | Peintre aquarelliste suisse.                                                                                         | 97       |        |
| 25 février  | Nelson Zeglio                    | Footballeur brésilien.                                                                                               | 92       |        |
| 26 février  | Andy Anderson                    | Batteur britannique.                                                                                                 | 68       | (en)   |
| 26 février  | Christian Bach                   | Actrice argentine.                                                                                                   | 59       | (es)   |
| 26 février  | Mag Bodard                       | Productrice française de cinéma et de télévision.                                                                    | 103      |        |
| 26 février  | Jef Braeckevelt                  | Directeur sportif belge.                                                                                             | 76       |        |
| 26 février  | Charles McCarry                  | Écrivain américain.                                                                                                  | 88       | (en)   |
| 27 février  | Pierrette Fleutiaux              | Écrivaine française.                                                                                                 | 77       |        |
| 27 février  | António Mendes                   | Footballeur portugais.                                                                                               | 81       | (pt)   |
| 27 février  | Victor Montalti                  | Peintre et sculpteur français.                                                                                       | 80       |        |
| 27 février  | France-Albert René               | Homme politique seychellois.                                                                                         | 83       |        |
| 27 février  | Michel Sainte-Marie              | Homme politique français.                                                                                            | 81       |        |
| 27 février  | Janine Tavernier                 | Poétesse et romancière haïtienne.                                                                                    | 83       | (en)   |
| 27 février  | Willie Williams                  | Athlète de sprint américain.                                                                                         | 87       | (en)   |
| 28 février  | Ghislaine Baron                  | Footballeuse française.                                                                                              | 52       |        |
| 28 février  | Ed Bickert                       | Guitariste canadien.                                                                                                 | 86       | (en)   |
| 28 février  | Joe Girard                       | Essayiste et vendeur d'automobiles américain.                                                                        | 90       | (en)   |
| 28 février  | André Previn                     | Pianiste, chef d'orchestre et compositeur américain.                                                                 | 89       | (en)   |
| 28 février  | Aron Tager                       | Acteur canadien. | 84       | (en)   |